# دیوید بارون
دیوید بارون (انگلیسی: David Barron؛ زادهٔ ۱۰ اکتبر ۱۹۵۴) تهیه‌کننده فیلم اهل بریتانیا است.
از فیلم‌ها یا مجموعه‌های تلویزیونی که وی در آن‌ها نقش داشته‌است، می‌توان به اتلو، در چله سرد زمستان، هملت، درد بیهوده عشق، هری پاتر و محفل ققنوس، هری پاتر و شاهزاده دورگه، هری پاتر و یادگاران مرگ – قسمت اول، هری پاتر و یادگاران مرگ – قسمت دوم، هری پاتر و تالار اسرار، هری پاتر و جام آتش، جک رایان: سرباز سایه، فرانک، سیندرلا، افسانه تارزان، نفس بکش، ترمینال، موگلی: افسانه جنگل، فرار از پرتوریا، تسخیر، صحرا، انقلاب و عروس شاهزاده اشاره نمود.